# 신말주선생의십로계첩
신말주선생의십로계첩(申末舟先生의十老契帖)은 대한민국 전북특별자치도 순창군에 있는, 조선 세종 때의 문신인 신말주 선생의 유물로, 계에 관한 사항을 정리한 첩(帖)이다.. 1992년 6월 20일 전라북도의 유형문화재 제142호로 지정되었다.

## 참고 자료
- 신말주선생의십로계첩 - 국가유산청 국가유산포털